# فمکه هالسما
 (به انگلیسی: Femke Halsema؛ زادهٔ ۲۵ آوریل ۱۹۶۶) سیاست‌مدار اهل هلند است. او در ۲۷ ژوئن ۲۰۱۸ به عنوان شهردار آمستردام انتخاب شد.